# Giovanni Battista Bergonzoni
Giovanni Battista Bergonzoni, oppure Giovan Battista Bergonzoni (Bologna, 1628 – Bologna, 1692), è stato un architetto e francescano italiano.

## Biografia

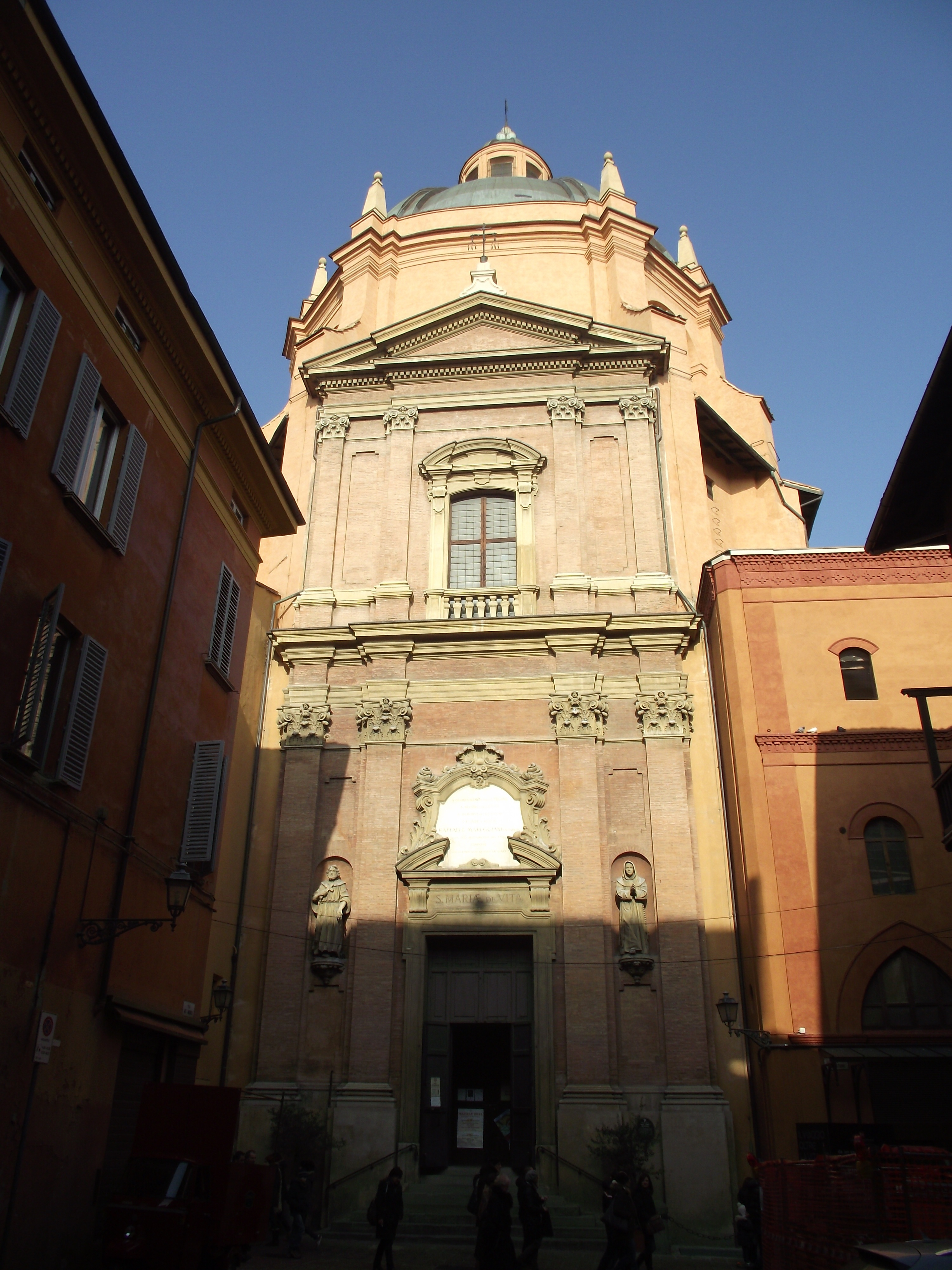
Chiesa di Santa Maria della Vita

Nacque a Bologna intorno al 1628 ed entrò a far parte dell'Ordine francescano. 
Le due maggiori opere per le quali è ricordato sono: l'ampliamento della chiesa di Santa Maria della Carità (1680) e la ricostruzione della chiesa di Santa Maria della Vita (1687-1690), già a tre navate.
In quest'ultima opera la capacità architettonica del Bergonzoni si manifestò pienamente: al posto della vecchia chiesa della Beata Vergine della Vita, caduta nel 1686, egli costruì un tempio a pianta centrale che costituisce un modello esemplare nell'ambito dell'architettura barocca bolognese.
Il progetto del Bergonzoni fu scelto perché giudicato «il più galante et il più a proposito», e fu ispirato a quello borrominiano della chiesa di Sant'Agnese in Agone in piazza Navona, sia nell'alzato sia nella pianta. Santa Maria della Vita fu costituita da un rettangolo con gli angoli smussati e alleggeriti da basse cappelle in nicchia, avente i quattro lati sfondati da quattro grandi arconi, e si realizzò un alzato a croce greca coperto da una cupola a base ovale, disegnata da Antonio Galli da Bibbiena in piena armonia con l'ambiente principale e innalzata da Giuseppe Tubertini nel 1787.
All'aula centrale si innestò il vano dell'altare maggiore, a base quadrata e coperto da cupola, secondo uno stile che venne influenzato dal lombardo Francesco Maria Richini e dalla struttura della chiesa di San Giuseppe a Milano, con la differenza che in Santa Maria della Vita, il coro e la chiesa appaiono in piena armonia grazie all'arco e alle colonne portanti.
La qualità scenografica dello spazio immaginato dal Bergonzoni è evidenziata sia da particolari strutturali dovuti allo stesso architetto, come le cappelle e i coretti sia dalla riuscita decorazione rococò che appare legata alla cupola (gli ornati in stucco, effettuati ancora più tardi dal forlivese Luigi Acquisti, gli affreschi invece per opera di Gaetano Gandolfi e S. Barozzi).
Nella chiesa di Santa Maria della Vita si compongono quindi elementi romani con caratteri dell'Italia settentrionale.
Qualche anno prima il Bergonzoni aveva operato nella chiesa bolognese di Santa Maria della Carità (1680), di derivazione vignolesca disegnata da P. Fiorini (1583). Il Bergonzoni intervenne realizzando la sagrestia, oltre che quattro cappelle angolari quadrate e coperte da cupola. Sulle cupolette delle cappelle si alzano quattro grandi lanterne cilindriche che donano un carattere vivace all'esterno della chiesa.

## Opere
- Ampliamento della chiesa di Santa Maria della Carità, Bologna (1680);
- Ricostruzione della chiesa di Santa Maria della Vita, Bologna (1687-1690).